# Còlit cendrós
El còlit cendrós (Oenanthe dubia) és una espècie d'ocell de la família dels muscicàpids (Muscicapidae) pròpia de l'Àfrica subsahariana. Es troba a Etiòpia i Somàlia. Habita els matollars secs subtropicals o tropicals. El seu estat de conservació es desconeix per manca de dades.